# (5212) 1989 SS
(5212) 1989 SS (1989 SS, 1979 VO2, 1979 YH6) — астероїд головного поясу, відкритий 29 вересня 1989 року.
Тіссеранів параметр щодо Юпітера — 3,209.